# Olivier Schneider (acteur)
Pour les articles homonymes, voir Olivier Schneider.
 (février 2024).
Si vous disposez d'ouvrages ou d'articles de référence ou si vous connaissez des sites web de qualité traitant du thème abordé ici, merci de compléter l'article en donnant les références utiles à sa vérifiabilité et en les liant à la section « Notes et références ».
 (février 2024).
Olivier Schneider est un acteur, régleur de cascades et réalisateur français. Il a notamment œuvré sur les films Taken (2007), 007 Spectre (2015) et Mourir peut attendre.

## Biographie
Olivier Schneider commence sa carrière en 2001, en tant que cascadeur sur le film Le Pacte des loups. Il devient par la suite chorégraphe de combat et régleur cascade.
En 2007 il signe les chorégraphies du film Taken avec Liam Neeson dans le rôle-titre. Le succès du film dans le monde et surtout aux États-Unis amène les productions américaines à faire appel à lui sur plusieurs films, Sans identité, Sécurité rapprochée, Fast and Furious 6. Il est également sollicité sur les films James Bond 007 Spectre (2015) et Mourir peut attendre (2021).
En France, le réalisateur Jacques Audiard fait appel à lui pour le film Un prophète, De rouille et d'os  et Les Frères Sisters.
Son style de cascade est jugé « très identifiable, sans fioritures mais particulièrement efficace, qui a tapé dans l'oeil de nombre de réalisateurs ».
Il tourne à l'été 2023 son premier projet en tant que réalisateur, GTMAX, un film suivant des « pilotes en scooter Tmax pour un braquage de haut vol » que la plateforme Netflix prévoit de diffuser en 2024.

## Filmographie

### Acteur

#### Cinéma

##### Longs métrages
- 1997 : Ma 6-T va crack-er
- 1998 : Bingo ! : videur
- 1999 : Merci mon chien : policier 1
- 2002 : Intervention divine : marksman 4
- 2002 : Samouraïs : boxeur thai
- 2005 : Le Petit Lieutenant : Pavel Dimitrov
- 2007 : L'Île aux trésors : pirate #1
- 2007 : Les Jurés : Jules (2006)
- 2007 : Rush Hour 3 : policier français
- 2008 : L'Ennemi public n°1 : inspecteur (non crédité)
- 2008 : Un monde à nous : homme de main
- 2009 : Une affaire d'État : Raphaël Laurencin
- 2010 : Illégal : policier transfert Tania aéroport 2
- 2010 : L'arnacoeur : le serveur grand restaurant
- 2011 : La Proie : Novick
- 2011 : Sans identité : Smith

##### Courts métrages
- 1996 : Pourquoi partir ?
- 2006 : Le Sixième Homme
- 2011 : C.H.A.O.S.
- 2011 : En attendant 6 heures

##### Séries télévisées
- 2006 : Sable noir : l'homme de la forêt
- 2007 : Greco : second garde du corps
- 2008 : Flics : un voyou

##### Téléfilms
- 2008 : La Mort dans l'île : José Rocca
- 2009 : Blackout
- 2010 : Frend au paradis : Zucchini

### Réalisateur

#### Cinéma
- 2024 : GTmax[2]
- 2025 : Les Orphelins[3]

### Producteur

#### Court métrage
- 2011 : En attendant 6 heures

#### Téléfilm
- 2010 : Frend au paradis

### Scénariste

#### Courts métrages
- 2011 : En attendant 6 heures

### Cascadeur

#### Cinéma
- 1998 : Bingo !
- 2001 : D'Artagnan
- 2001 : Le Baiser mortel du dragon
- 2001 : Le Pacte des loups
- 2001 : Wasabi
- 2002 : Astérix et Obélix : Mission Cléopâtre
- 2002 : Intervention divine
- 2002 : Le Transporteur
- 2002 : Samouraïs
- 2003 : Tais-toi !
- 2003 : Tempo
- 2004 : Double Zéro
- 2004 : L'Américain
- 2004 : L'Ex-femme de ma vie
- 2004 : Le Convoyeur
- 2005 : Danny the Dog
- 2005 : L'Empire des loups
- 2005 : Les Rois maudits
- 2005 : Zaïna, cavalière de l'Atlas
- 2006 : Incontrôlable
- 2006 : Jean-Philippe
- 2006 : Les Brigades du Tigre
- 2006 : OSS 117 : Le Caire, nid d'espions
- 2006 : Paris, je t'aime
- 2007 : Rush Hour 3
- 2007 : Taxi 4
- 2008 : Dirty Money, l'infiltré
- 2008 : L'Ennemi public n°1
- 2008 : Taken
- 2008 : Un monde à nous
- 2009 : Cinéman
- 2009 : Persécution
- 2009 : Rose et Noir
- 2009 : Un prophète
- 2010 : From Paris with Love
- 2010 : Happy Few
- 2010 : Illégal
- 2010 : L'Arnacœur
- 2010 : L'homme qui voulait vivre sa vie
- 2010 : L'Immortel
- 2010 : Notre jour viendra
- 2011 : La Planque
- 2011 : La Proie
- 2011 : Les Géants
- 2011 : Love and Bruises
- 2011 : My Little Princess
- 2011 : Sans identité
- 2012 : Bye Bye Blondie
- 2012 : De rouille et d'os
- 2012 : Le Guetteur
- 2012 : Sécurité rapprochée
- 2013 : Fast and Furious 6
- 2013 : Girl on a Bicycle
- 2013 : La Marche
- 2014 : Colt 45
- 2014 : De guerre lasse
- 2015 : 007 Spectre
- 2015 : Des Apaches
- 2015 : Enfant 44
- 2015 : Maryland
- 2016 : Iris
- 2016 : La Mécanique de l'ombre
- 2016 : Orpheline
- 2017 : Chez nous
- 2017 : Dix pour cent
- 2018 : L'Empereur de Paris
- 2018 : Les Frères Sisters
- 2019 : The Rhythm Section
- 2019 : Close
- 2021 : Mourir peut attendre

#### Courts métrages
- 2006 : Le Frelon vert
- 2012 : Kara

#### Séries télévisées
- 2003 : Frank Riva
- 2005 : Commissaire Moulin
- 2005 : Léa Parker
- 2005 : Navarro
- 2008 : Engrenages
- 2008 : Flics
- 2009 : Le juge est une femme
- 2009 : Pigalle, la nuit
- 2009-2012 : Un village français
- 2011 : Les Beaux Mecs
- 2015 : Versailles

#### Téléfilms
- 2001 : Largo Winch
- 2003 : Daddy
- 2004 : Milady
- 2005 : S.A.C., des hommes dans l'ombre
- 2006 : Ange de feu
- 2009 : Blackout
- 2009 : Cartouche, le brigand magnifique
- 2009 : L'Évasion
- 2009 : Quand la ville mord
- 2010 : Frend au paradis